# یهستروی چسکه بودیوویتسه
یهستروی چسکه بودیوویتسه (به انگلیسی: Jihostroj České Budějovice) باشگاه والیبال حرفه‌ای مستقر در چسکه بودیوویتسه چک است. این تیم در سوپرلیگ و در لیگ قهرمانان اروپا با دیگر تیم‌ها به رقابت می‌پردازد. یهستروی چسکه تا به حال ۶ بار قهرمان لیگ جمهوری چک شده است.
VK Jihostroj České Budějovice یک باشگاه والیبال چک است که در České Budějovice در منطقه بوهمیای جنوبی مستقر است.
این باشگاه در سال 1944 با نام Škoda České Budějovice تاسیس شد. در سال 1994، فعالیت تمام تیم های والیبال مردان در TJ Škoda Č خاتمه یافت. در همان زمان، باشگاه والیبال انجمن مدنی České Budějovice تأسیس شد و تیم مردان کاملاً حرفه ای شد. او از فصل 97/1996 جزو برترین بازیکنان والیبال چک بوده است. تیم مردان به صورت کاملا حرفه ای روی آورد و بزرگترین اسپانسر جیهستروج ا.س. ولسین. VK نام این شرکت را به عنوان نام اسپانسر خود انتخاب کرد.
Jihostroj České Budějovice موفق ترین باشگاه والیبال چک در دوران مدرن است. از سال 2000، او یازده عنوان قهرمانی و هشت بار قهرمان جام حذفی چک شده است.